# Naronic
Vous lisez un « article de qualité » labellisé en 2014.
Le Naronic est un navire bétailler de la compagnie maritime anglaise White Star Line construit en 1892 par les chantiers Harland and Wolff de Belfast. Jumeau du Bovic, il est mis en service alors que la compagnie veut accroître ses parts de marché dans le transport de bétail vivant sur la route de l'Atlantique Nord. Avec d'autres navires de la compagnie du même type, il est chargé de transporter des marchandises de Liverpool à New York et de ramener du bétail américain durant le trajet de retour. Il dispose également de cabines lui permettant de transporter quelques passagers. Au moment de sa mise en service le Naronic est le plus gros cargo en activité.
Moins d'un an après son voyage inaugural, il disparaît au cours d'une traversée de l'océan Atlantique dans le sens est-ouest. Le navire avait pris la mer sans qu'aucun problème n'ait été rapporté. Cependant, à cette époque, il n'existait aucun moyen pour les navires en mer de signaler d'éventuels incidents. Son épave n'a jamais été retrouvée, mais peu après sa disparition, deux de ses canots de sauvetage sont aperçus par des navires. La commission d'enquête formée pour déterminer les causes du naufrage du Naronic ne trouve aucune explication : des tests effectués sur le navire jumeau Bovic prouvent que sa stabilité est bonne ; aucun champ de glaces n'a été signalé sur son itinéraire. Plusieurs hypothèses sont avancées, notamment celle d'un naufrage à la suite d'une tempête ou d'une explosion de produits chimiques transportés dans la cale du navire.
Le naufrage du Naronic fait 74 morts. Dans la période qui suit la disparition du navire, plusieurs bouteilles contenant des messages prétendument écrits durant le drame sont retrouvées, mais il s'agit vraisemblablement de canulars. Le cargo, bien que coûteux, n'était pas assuré. La White Star le remplace dès 1895 par un nouveau navire plus imposant, le Georgic.

## Histoire

### Origine et mise en service

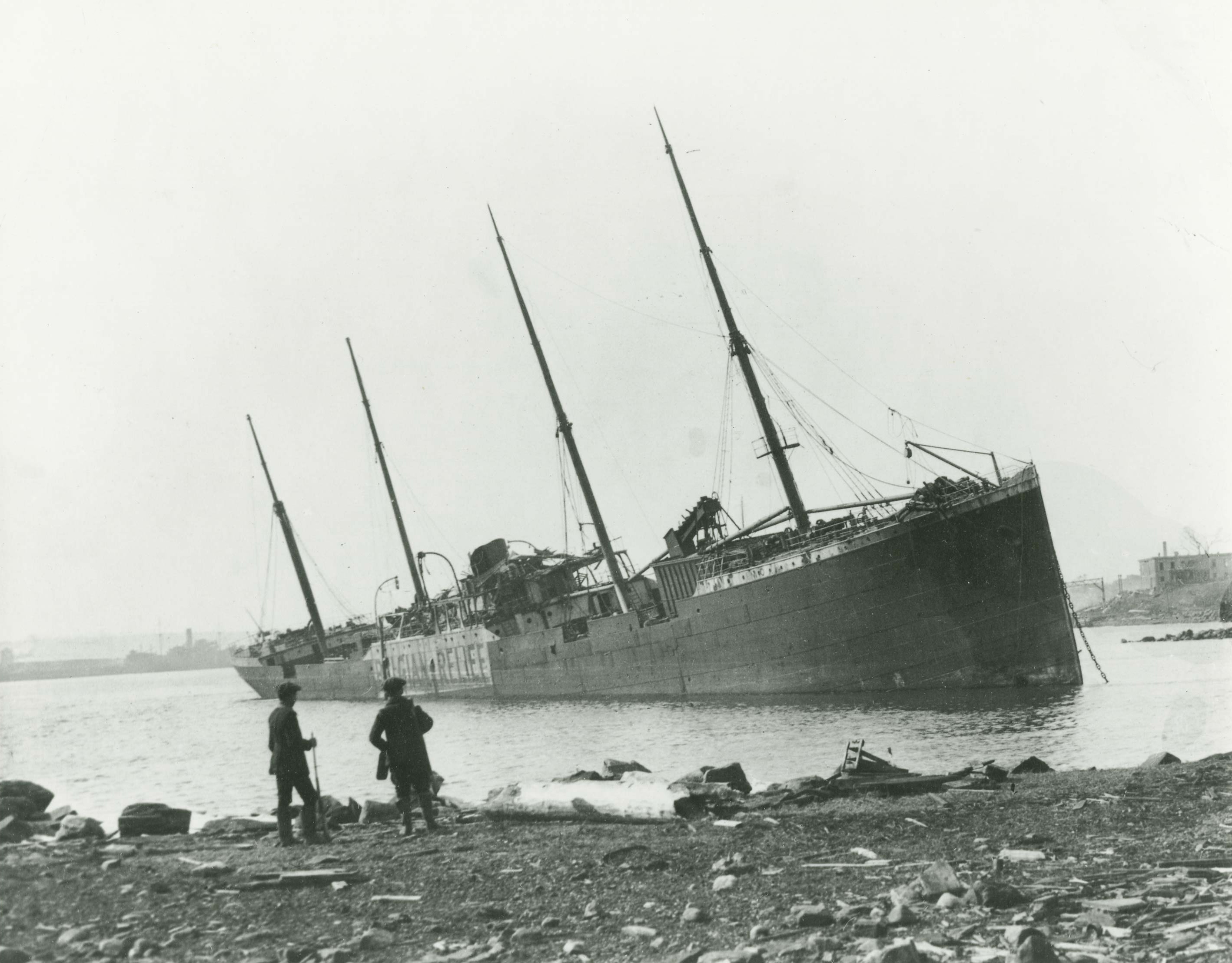
Le, devenu Imo, est l'un des premiers transporteurs de bétail de la White Star. En 1917, il est impliqué dans l'explosion d'Halifax.

Au milieu des années 1880, la White Star Line abandonne l'utilisation des voiliers afin de se concentrer sur les navires à vapeur. La compagnie commence alors à rechercher de nouveaux débouchés et se tourne vite vers le transport de bétail en provenance des États-Unis. Ce commerce avait pris son essor en 1874, lorsqu'un premier cargo, l'Europe, avait débarqué en Angleterre 370 têtes de bétail. Quinze ans plus tard, en 1889, 450 000 animaux traversent ainsi l'Atlantique Nord. L'entrée de la White Star dans ce nouveau commerce a lieu en 1888 lorsqu'elle met en service le Cufic, suivi dès l'année suivante par le Runic.
La compagnie se fixe alors un objectif : transporter à bord de ces navires des marchandises jusqu'en Amérique et ramener du bétail lors du voyage du retour, dans les meilleures conditions possibles. Il n'est en effet pas rare sur les navires contemporains que les bêtes périssent à cause des conditions de voyage et des maltraitances, causant une perte financière au propriétaire. La White Star demande donc expressément aux capitaines de veiller à la bonne santé des animaux. Les deux navires sont vite florissants et, dès 1891, la compagnie met en service deux nouveaux transporteurs plus imposants, le Nomadic et le Tauric. Deux nouveaux navires encore plus volumineux sont construits l'année suivante, le Naronic et le Bovic.
Lorsqu'il est lancé dans les chantiers Harland & Wolff de Belfast le 26 mai 1892, le Naronic est alors le plus gros cargo à vapeur au monde, avec ses 143 mètres de long et ses 6 594 tonneaux. Plus d'un millier de bêtes et plusieurs milliers de tonnes de marchandises peuvent voyager à son bord, ainsi qu'une quinzaine de passagers payants (généralement les personnes accompagnant les animaux). Son prix de 121 685 livres sterling en fait un navire relativement cher pour l'époque.
La construction du Naronic s'achève le 11 juillet et il entame le 15 juillet 1892 sa traversée inaugurale entre Liverpool et New York sous le commandement du capitaine Thompson. Le Bovic entre en activité quelques semaines plus tard, le 26 août.

### Une courte carrière et une disparition mystérieuse

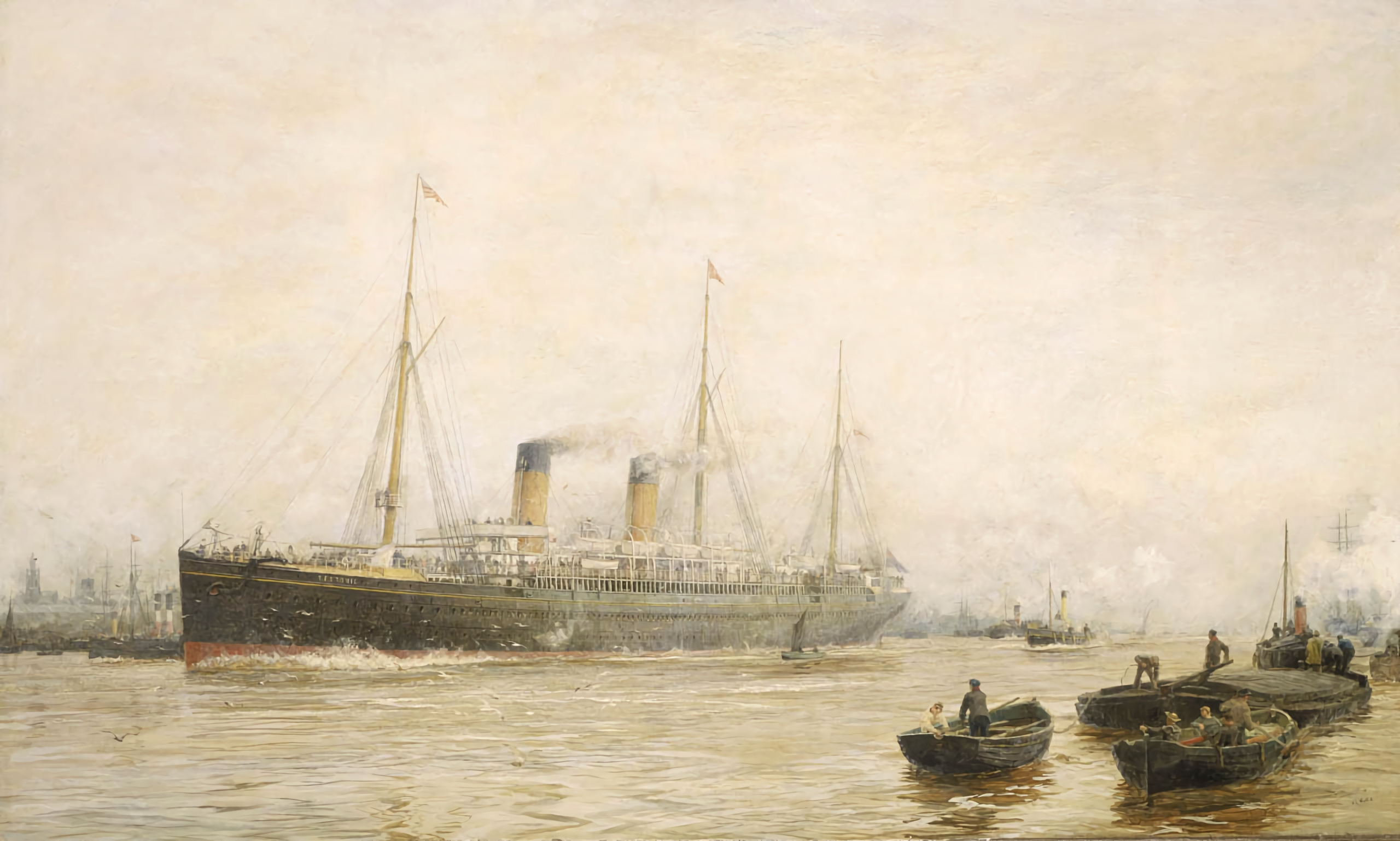
Courant mars 1893, le Teutonic modifie sa route pour tenter, en vain, de retrouver le Naronic.

En novembre 1892, le capitaine Thompson est remplacé par William Roberts, ancien commandant du paquebot Adriatic. Le navire continue à effectuer des rotations entre Liverpool et New York. Ce début de carrière n'est troublé que par un incident : le 27 novembre 1892, en dépit des bonnes conditions de transport des animaux, le Naronic arrive à Liverpool en ayant perdu 34 bêtes. Le 11 février 1893, le Naronic quitte le port de Liverpool avec à son bord 60 membres d'équipage dont plusieurs officiers et mécaniciens qui servent à son bord depuis sa mise en service. Le navire embarque également 14 passagers qui sont les accompagnateurs de bétail regagnant l'Amérique ainsi que 2 876 tonnes de marchandises. Comme d'habitude dans ce sens le navire ne transporte pas de bétail pour la traversée, mais a à son bord deux chevaux, ainsi que plusieurs cages de pigeons et poulets vivants. Le navire emporte assez de charbon pour effectuer un aller et retour. Après avoir déposé le pilote côtier à Point Lynas, à Anglesey dans les Galles du Nord, le Naronic entame sa treizième traversée (le début de sa septième rotation), et disparaît.
À cette époque, la télégraphie sans fil n'existe pas et les navires qui quittent le port sont livrés à eux-mêmes. En cas d'avarie ou de naufrage en pleine mer, ils ne peuvent compter que sur la chance c'est-à-dire le passage d'un navire à proximité. La traversée du Naronic étant supposée durer dix jours, nul ne s'inquiète dans l'immédiat, d'autant que les retards sont fréquents. Il est courant que des navires perdent une hélice ou que leurs machines tombent en panne. Qui plus est, les fortes tempêtes qui sévissent en ce mois de février 1893 ralentissent plusieurs navires. Il faut donc plusieurs semaines pour que l'inquiétude commence à poindre en Amérique, mais la White Star Line se veut alors rassurante, rappelant la grande qualité du navire. Le 1er mars, la compagnie déclare qu'il n'y a pas lieu de s'inquiéter. Une semaine plus tard, un journaliste rapporte de nouveaux propos de la compagnie : « Ils pensent qu'il est à flot et ont toutes les raisons d'espérer qu'il est en sécurité. Ils soulignent que le navire est récent, construit avec des compartiments étanches, bien équipé, manié et commandé par les meilleurs officiers de l'Atlantique ». Ce n'est que le 13 mars suivant que la compagnie déclare : « Il y a maintenant une forte inquiétude au sujet du navire ».
Des mesures sont prises pour retrouver le navire. Le 14 mars, le Tauric arrive à New York. Les vigies supplémentaires, qui avaient été postées durant la traversée pour découvrir des traces du navire manquant, n'ont rien aperçu. Le lendemain, le commandant du Teutonic arrive à Queenstown en déclarant avoir dévié sa route vers le sud dans l'espoir de retrouver le Naronic mais sans résultat. Ayant eu, par ailleurs, la confirmation que le navire ne se trouvait pas aux Açores, l'armateur se résigne à déclarer le 15 mars : « Nous espérons toujours qu'il puisse être en sécurité, mais il est peu probable qu'il soit retrouvé, car l'Atlantique est sillonné par des vapeurs et voiliers, et il aurait assurément été repéré s'il avait encore été à flot ». Des rumeurs se mettent à circuler dans la presse, selon lesquelles le navire transportait des centaines d'émigrants ce que dément rapidement l'armateur. Les plus optimistes relèvent que si le navire est à la dérive, les passagers disposent, grâce à la cargaison, de provisions pour plusieurs mois. Plus pragmatiques, les assureurs de Liverpool et Londres augmentent leurs tarifs de 75 % (le Naronic n'était, en effet, pas assuré).
Le 19 mars, de nouvelles informations sont diffusées : le capitaine du Coventry, qui vient de débarquer au port de Bremerhaven en Allemagne, rapporte avoir repéré deux canots de sauvetage à 500 milles, à l'est de Halifax (Canada), séparés par une grande distance. Celle-ci peut s'expliquer par le fait que l'un d'entre eux était équipé d'une ancre flottante qui a pu ralentir sa dérive. Aucun des canots n'a été repêché, mais l'un d'eux portait la mention « Naronic, Liverpool ». Au cours des mois qui suivent la disparition du navire, des canulars et rumeurs commencent à circuler : plusieurs bouteilles à la mer contenant des messages soi-disant écrits par des membres de l'équipage du Naronic, sont repêchées des deux côtés de l'Atlantique, mais leur authenticité est trop douteuse pour qu'ils soient pris au sérieux. La presse américaine émet pour sa part l'hypothèse que le Naronic ait pu être saboté avec des explosifs embarqués : une cargaison de ce type aurait en effet été découverte sur le Tauric. La rumeur ne tient pas longtemps car les explosifs du Tauric se révèlent n'être que des feux d'artifice.

## Suites de la disparition

### Enquêtes et hypothèses

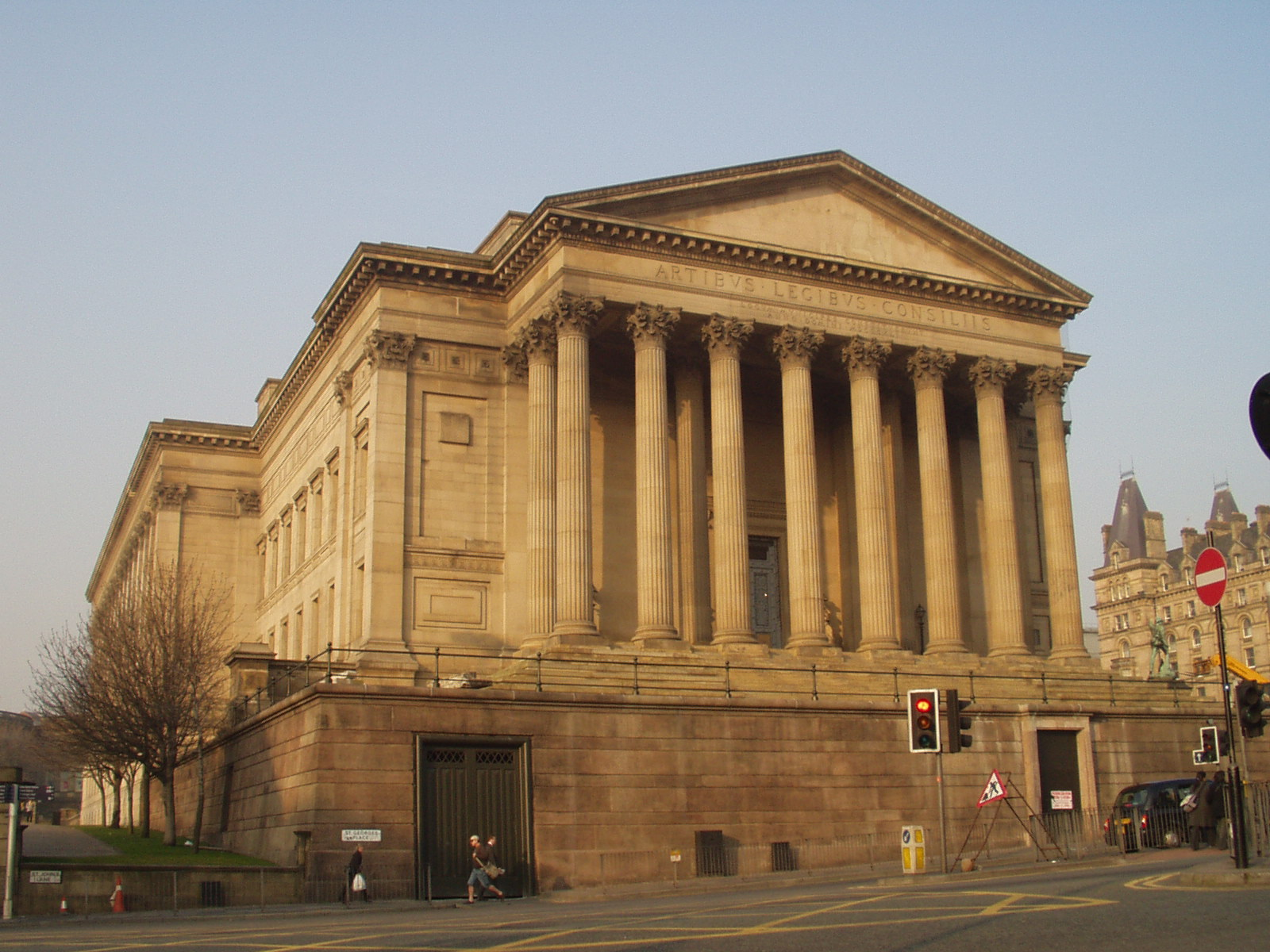
L'enquête sur le Naronic se déroule en juin 1893 au St. George's Hall de Liverpool.

Outre les 74 victimes, la disparition du Naronic cause une perte nette pour la White Star Line, qui n'avait pas assuré le navire d'une valeur de 121 685 livres sterling. Dès 1894, un transporteur de bétail le remplace cependant, le Cevic, nettement plus gros, et un autre est commandé pour compenser la perte, le Georgic, mis en service en 1895. Les assureurs doivent en revanche rembourser la cargaison, d'une valeur de 61 855 livres sterling. Le choc est également difficile pour les familles des soixante marins britanniques et des quatorze passagers américains. Les épouses de deux membres d'équipage sont envoyées dans un asile à cause du traumatisme.
Au mois de juin 1893, alors que les espoirs de récupérer le navire ont disparu, une commission d'enquête est réunie à l'initiative du Board of Trade au St. George's Hall de Liverpool. Il s'agit tout d'abord pour l'enquête de réfuter une rumeur née dans la presse. Un habitant de Pittsburgh, déclarant être le frère d'un mécanicien du navire, avait en effet déclaré avoir reçu une lettre de ce dernier déclarant que les chaudières étaient en très mauvais état et menaçaient la sécurité du Naronic. Après enquête à ce sujet, la commission conclut : « Les machines et chaudières ont été décrites par l'inspecteur du Board of Trade comme étant les meilleures, et comme ayant été installées au mieux… Les machines ne sont pas seulement les meilleures de leur catégorie, mais étaient également entretenues à chaque voyage ».
D'autres rumeurs veulent alors que le Naronic ait chaviré, pris dans la tempête. Des expériences sont menées sur le Bovic, jumeau du Naronic, et démontrent que le navire est très stable, même lorsqu'il est chargé. Le capitaine Thompson, alors commandant du Bovic, qui avait également mené le Naronic durant ses trois premières rotations confirme que, même dans la tempête, le navire ne lui a jamais semblé être instable. Deux des lettres retrouvées dans des bouteilles évoquant une collision avec un iceberg, et certains navires ayant repéré des glaces sur l'Atlantique Nord en février 1893, la commission se penche également sur cette hypothèse. La route du navire, estimée avec l'aide du capitaine Thompson, passe cependant bien au sud de Terre-Neuve, et l'enquête conclut que le Naronic se trouvait à au moins 100 miles des glaces les plus proches. Cette conclusion est cependant contestable, la presse new-yorkaise rapportant à l'époque que plusieurs navires ont signalé des glaces dans cette région, qui est également celle où le Titanic fait naufrage, 19 ans plus tard. Après avoir évalué la sécurité du navire, la commission doit reconnaître son impuissance, et déclare : « À moins que de nouveaux éléments ne soient apportés, la cause probable de la perte du navire reste matière à spéculation et s'ajoute aux mystères de la mer ».
La liste de la cargaison du navire, publiée dans le New York Herald en mars 1893, comprend plusieurs produits chimiques (acides, chlorate de potassium, sulfure de sodium, chlorure de chaux). Dans certaines conditions, ces produits auraient pu provoquer une explosion qui aurait pu être à l'origine de la disparition du Naronic, si la tempête les avait déplacés ou libérés de leurs bouteilles, ce qui amène les historiens John Eaton et Charles Haas à évoquer un siècle plus tard cette hypothèse qui n'avait pas été envisagée par les enquêtes. En octobre 1893, un journal rapporte le témoignage du capitaine du navire norvégien Emblem, qui déclare avoir repéré en juillet un canot du Naronic, flottant retourné et couvert de berniques. Tout semble indiquer que l'embarcation a été préparée à la hâte, confirmant l'hypothèse d'un naufrage rapide et soudain.

### Bouteilles à la mer
Au mystère de la disparition du Naronic s'en ajoute un autre, apparu dans les mois de mars à mai 1893 avec la découverte, des deux côtés de l'Atlantique, de plusieurs messages contenus dans des bouteilles jetées à la mer. Le premier est retrouvé le 3 mars dans la baie de New York, et indique, sur une page arrachée à un livre : « 19 février 1893 - Le Naronic coule. Tout le monde prie. Que Dieu ait pitié de nous. L. Winsel ». Le 30 mars, une nouvelle bouteille est découverte sur les côtes de Virginie. La bouteille est cette fois-ci une bouteille de champagne attachée à plusieurs bouchons de liège, et le message déclare : « 19 février 1893. Le navire coule vite. La tempête est telle que nous n'avons aucune chance de survie dans les canots. Un canot a déjà coulé avec sa cargaison humaine. Nous avons été heurtés par un iceberg à cause de cette neige aveuglante. Le navire flotte depuis deux heures. Il est maintenant 3 h 20 du matin, et l'eau est au niveau du pont. Que celui qui trouve ce message veuille bien le porter à l'agent de la White Star Line à New York. Mr Maitland Kearsey ». Cette seconde lettre est signée par un certain John Osborn, vacher. Cependant, aucun John Osborn, ni de L. Winsel ne se trouvait à bord.
Deux messages lapidaires sont également découverts près des côtes irlandaises et sur la Mersey. Le premier déclare : « Avons heurté un iceberg, coulons vite, Naronic. Young », et le second « Tout le monde mort ; Naronic ; pas le temps de dire plus. T. ». Le 26 avril 1893, une autre lettre est découverte, cette fois-ci indubitablement fausse. Signée « John Priestman & le capitaine » (aucun John Priestman ne voyageant à bord), elle demande de prévenir des proches vivant à une adresse en réalité inexistante. Une dernière lettre, à l'authenticité moins douteuse, mentionne pour sa part une explosion. L'écriture hâtive concorde avec la situation, et l'absence de signature ne permet pas de réfuter totalement son origine. Dans tous les cas, les intentions des personnes à l'origine de ces messages qui sont vraisemblablement tous des canulars restent un mystère.

## Caractéristiques
Le Naronic et son jumeau, le Bovic, sont les plus gros cargos en service lors de leurs premières traversées (record que reprennent ensuite deux autres transporteurs de bétail de la White Star Line, le Cevic et le Georgic). Le Naronic est légèrement plus volumineux que son jumeau (4 594 tonneaux contre 4 583) et tous deux mesurent 143,3 mètres sur 16,2. Leur silhouette reflète leur conception avant tout fonctionnelle avec quatre mâts entourés de grues de charge, et ne pouvant porter de voiles, entourant une unique cheminée ocre à manchette noire, les couleurs de la compagnie. La coque, en acier comme pour tous les navires de la compagnie depuis les années 1880, est noire. Propulsé par deux hélices mues par des machines à triple expansion, le Naronic vogue à une vitesse moyenne de 13 nœuds. Pour cela, il consomme en moyenne 50 tonnes de charbon par jour, et peut en transporter 1 193 tonnes dans ses soutes.
Le navire est avant tout conçu pour transporter du bétail dans de bonnes conditions, comme le décrit le magazine Marine Engineer lors de sa mise en service : « Ses installations spacieuses prévues pour accueillir 1 050 bêtes, qu'il transportera sur son pont principal et son pont supérieur, comprendront toutes les améliorations que peuvent suggérer la plus grande considération et la meilleure expérience. Les étables, l'approvisionnement en eau fraîche, et l'aération seront inégalées ». Le bétail est transporté depuis New York, et ces installations restent inutilisés dans l'autre sens, bien qu'il arrive occasionnellement au navire de transporter quelques animaux : chevaux de course, bêtes de cirque, notamment. Quelques cabines sont également prévues pour transporter des passagers, généralement les personnes accompagnant le bétail. Les passagers payants sont en revanche très rares. Bien que les installations puissent accueillir quinze personnes dans la pratique, le navire est certifié pour en transporter douze.